# Мохаммед Кассід
Мохаммед Кассід (араб. محمد قاصد, нар. 10 грудня 1986, Багдад) — іракський футболіст, воротар клубу «Аль-Кува».
Виступав, зокрема, за клуб «Аш-Шорта», а також національну збірну Іраку.

## Клубна кар'єра
У дорослому футболі дебютував 2003 року виступами за команду клубу «Аль-Карх», в якій провів один сезон. 
Протягом 2004—2005 років захищав кольори команди клубу «Ан-Нафт».
Своєю грою за останню команду привернув увагу представників тренерського штабу клубу «Аш-Шорта», до складу якого приєднався 2005 року. Відіграв за багдадську команду наступні три сезони своєї ігрової кар'єри.
Згодом з 2008 по 2012 рік грав у складі команд клубів «Аз-Завраа», «Ербіль» та «Ат-Талаба».
У 2012 році повернувся до клубу «Аш-Шорта». Цього разу провів у складі його команди три сезони. 
Протягом 2015—2018 років захищав кольори клубів «Аз-Завраа» та «Ан-Нафт».
До складу клубу «Аль-Кува» приєднався 2018 року. 

## Виступи за збірну
У 2007 році дебютував в офіційних матчах у складі національної збірної Іраку.
У складі збірної був учасником кубка Азії з футболу 2007 року у чотирьох країнах відразу, здобувши того року титул переможця турніру, розіграшу Кубка конфедерацій 2009 року у ПАР, кубка Азії з футболу 2011 року у Катарі, кубка Азії з футболу 2019 року в ОАЕ.

## Титули і досягнення
- Срібний призер Азійських ігор: 2006
- Володар Кубка Азії: 2007